# Pericrocotus lansbergei
El minivet de Flores (Pericrocotus lansbergei) es una especie de ave paseriforme en la familia Campephagidae endémica del sur de Indonesia.  

## Distribución y hábitat
Se encuentra en las islas de Sumbawa, Komodo, Rinca, Flores, Adonara e islas menores aledañas. Su hábitat natural son los bosques tropicales húmedos de zonas bajas de las islas menores de la Sonda.